# Valentino Crosta
Valentino Crosta (Busto Arsizio, 14 maggio 1904 – ...) è stato un calciatore italiano, di ruolo centrocampista.

## Carriera
Esterno destro, giocò per diversi anni con la Pro Patria e poi nella Pro Angera.
Esordì con la maglia della Pro Patria in Promozione lombarda il 25 gennaio 1920 nella partita Giovani Calciatori Legnanesi-Pro Patria (2-2).
Con i bustocchi disputò in tutto 152 partite e realizzò 30 reti.

## Biografia
Era conosciuto come Crosta I per non confonderlo con Mario Crosta (detto Crosta II), che giocava anche lui come attaccante negli stessi anni con la Pro Patria.

## Statistiche

### Presenze e reti nei club
| Stagione          | Squadra           | Campionato        | Campionato | Campionato | Totale | Totale |
| Stagione          | Squadra           | Comp              | Pres       | Reti       | Pres   | Reti   |
| ----------------- | ----------------- | ----------------- | ---------- | ---------- | ------ | ------ |
| 1919-1920         | Pro Patria        | PR                | 6          | 0          | 6      | 0      |
| 1920-1921         | Pro Patria        | PC                | 6          | 0          | 6      | 0      |
| 1921-1922         | Pro Patria        | PC                | 5          | 0          | 5      | 0      |
| 1922-1923         | Pro Patria        | SD                | 0          | 0          | 0      | 0      |
| 1923-1924         | Pro Patria        | SD                | 11         | 4          | 11     | 4      |
| 1924-1925         | Pro Patria        | SD                | 16         | 5          | 16     | 5      |
| 1925-1926         | Pro Patria        | SD                | 16         | 3          | 16     | 3      |
| 1926-1927         | Pro Patria        | PD                | 24         | 7          | 24     | 7      |
| 1927-1928         | Pro Patria        | DN                | 15         | 2          | 15     | 2      |
| 1928-1929         | Pro Patria        | DN                | 28         | 6          | 28     | 6      |
| 1929-1930         | Pro Patria        | A                 | 9          | 1          | 9      | 1      |
| 1930-1931         | Pro Patria        | A                 | 16         | 2          | 16     | 2      |
| Totale Pro Patria | Totale Pro Patria | Totale Pro Patria | 152        | 30         | 152    | 30     |
| 1931-1932         | Pro Angera        | TD                | ?          | ?          | ?      | ?      |
| 1932-1933         | Pro Angera        | TD                | ?          | ?          | ?      | ?      |
| Totale Pro Angera | Totale Pro Angera | Totale Pro Angera | ?          | ?          | ?      | ?      |
| Totale carriera   | Totale carriera   | Totale carriera   | 152        | 30         | 152    | 30     |